# Caijiamiao
Caijiamiao är en socken i nordvästra Kina. Den ligger i Qingcheng härad i Qingyang i provinsen Gansu, omkring 350 kilometer öster om provinshuvudstaden Lanzhou. Antalet invånare är 14 984. Befolkningen består av 7 131 kvinnor och 7 853 män. Barn under 15 år utgör 17,0 %, vuxna 15-64 år 74 %, och äldre över 65 år 8,0 %.